# Church of Realities
Church of Realities – debiutancki album typu EP amerykańskiego zespołu (hed) P.E.

## Lista utworów
1. „Intro” – 4:07
2. „1st Song lyrics” – 2:17
3. „Hangman” – 4:45
4. „Darky” – 5:12
5. „I.F.O.” – 18:06
6. „Grounds” – 2:06
7. „Spam” – 4:27
8. „Hill” – 4:05

## Twórcy
- Jahred Gomes / M.C.U.D (Paolo Sergio Gomes) – wokal
- Chizad (Chad Benekos) – gitara, wokal
- Wesstyle (Wes Geer) – gitara
- Mawk (Mark Young) – gitara basowa
- Kenny the Finga – instrumenty klawiszowe
- B.C. (Ben Vaught) – perkusja, instrumenty perkusyjne